# 阿爾珀施泰特湖
51°4′37″N 11°2′17″E / 51.07694°N 11.03806°E
阿爾珀施泰特湖（德語：Alperstedter See），是德國的湖泊，位於該國中部，由圖林根州負責管轄，長1.4公里，面積0.66平方公里，平均水深7米，該湖泊用於帆船、衝浪、潛水、游泳等運動休閒活動。